# Euston Square (stacja metra)
Euston Square – stacja londyńskiego metra położona przy skrzyżowaniu ulic Euston Road i Gower Street w gminie Camden, w pierwszej strefie biletowej. Znajduje się pomiędzy stacjami Great Portland Street i King’s Cross St. Pancras, na trasach linii Circle, Metropolitan i Hammersmith & City.
W 2011 roku ze stacji skorzystało 10,89 miliona pasażerów.
Stacja została otwarta 10 stycznia 1863 roku pod nazwą Gower Street na pierwszym odcinku metra na świecie, będącym częścią Metropolitan Railway (stacja obsługiwała linię do 1932 roku). 1 listopada 1909 roku nazwa stacji została zmieniona na Euston Square.
13 grudnia 2006 roku przedstawiciele Network Rail ogłosili plan rozbudowy stacji kolejowej Euston Station, który miał obejmować m.in. połączenie obu stacji przejściem podziemnym.

## Galeria

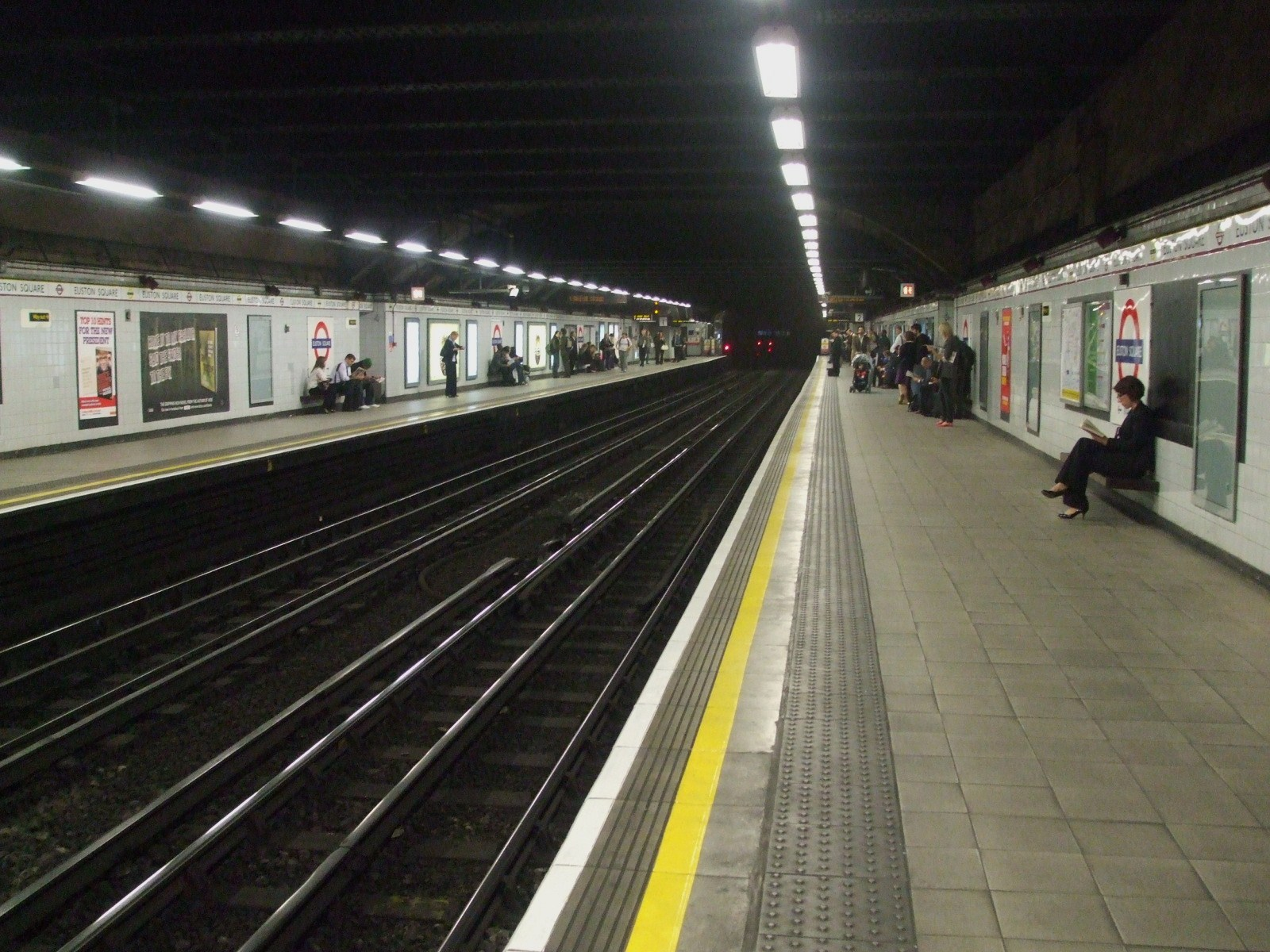
Platforma w kierunku zachodnim
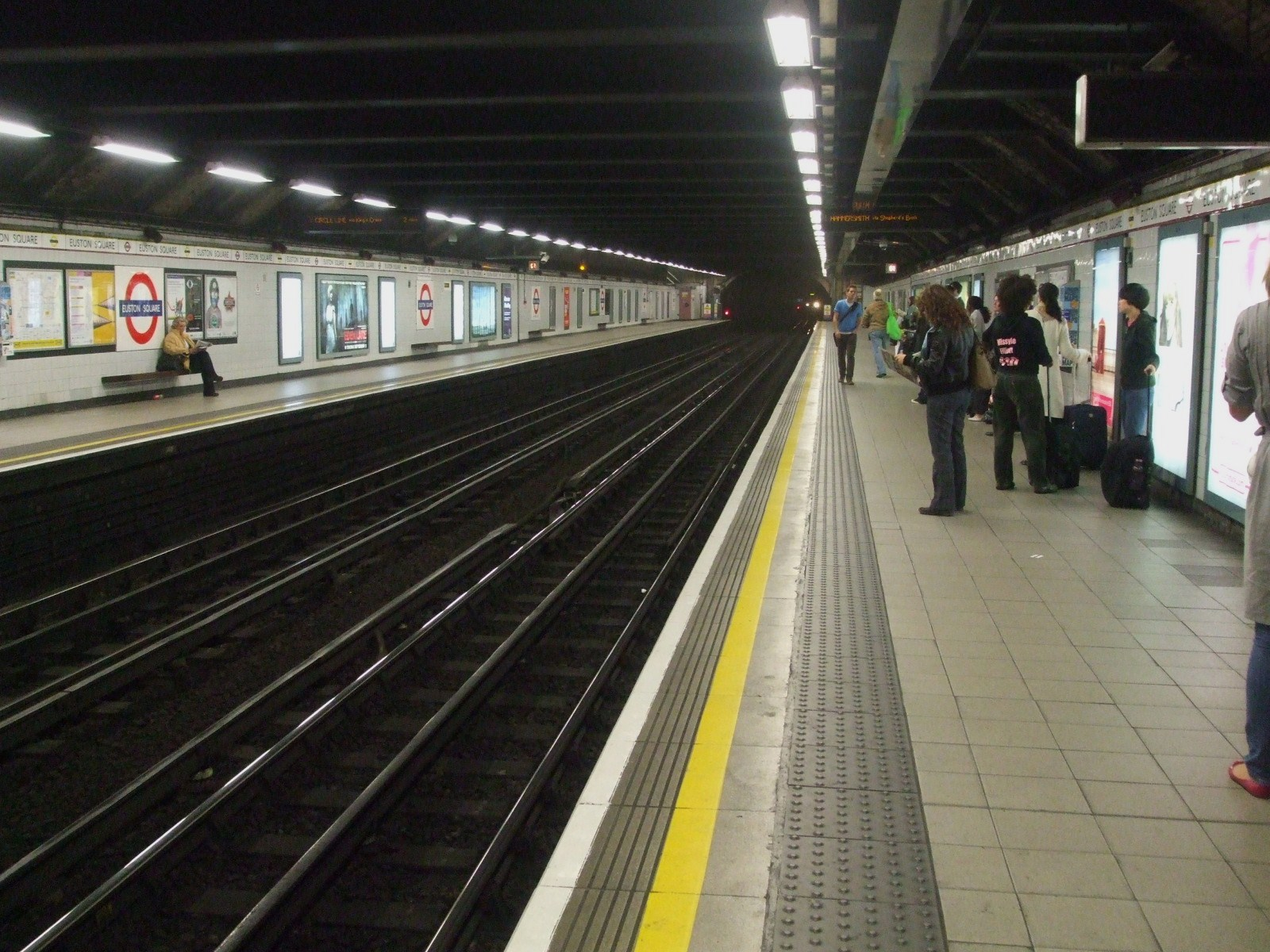
Platforma w kierunku wschodnim
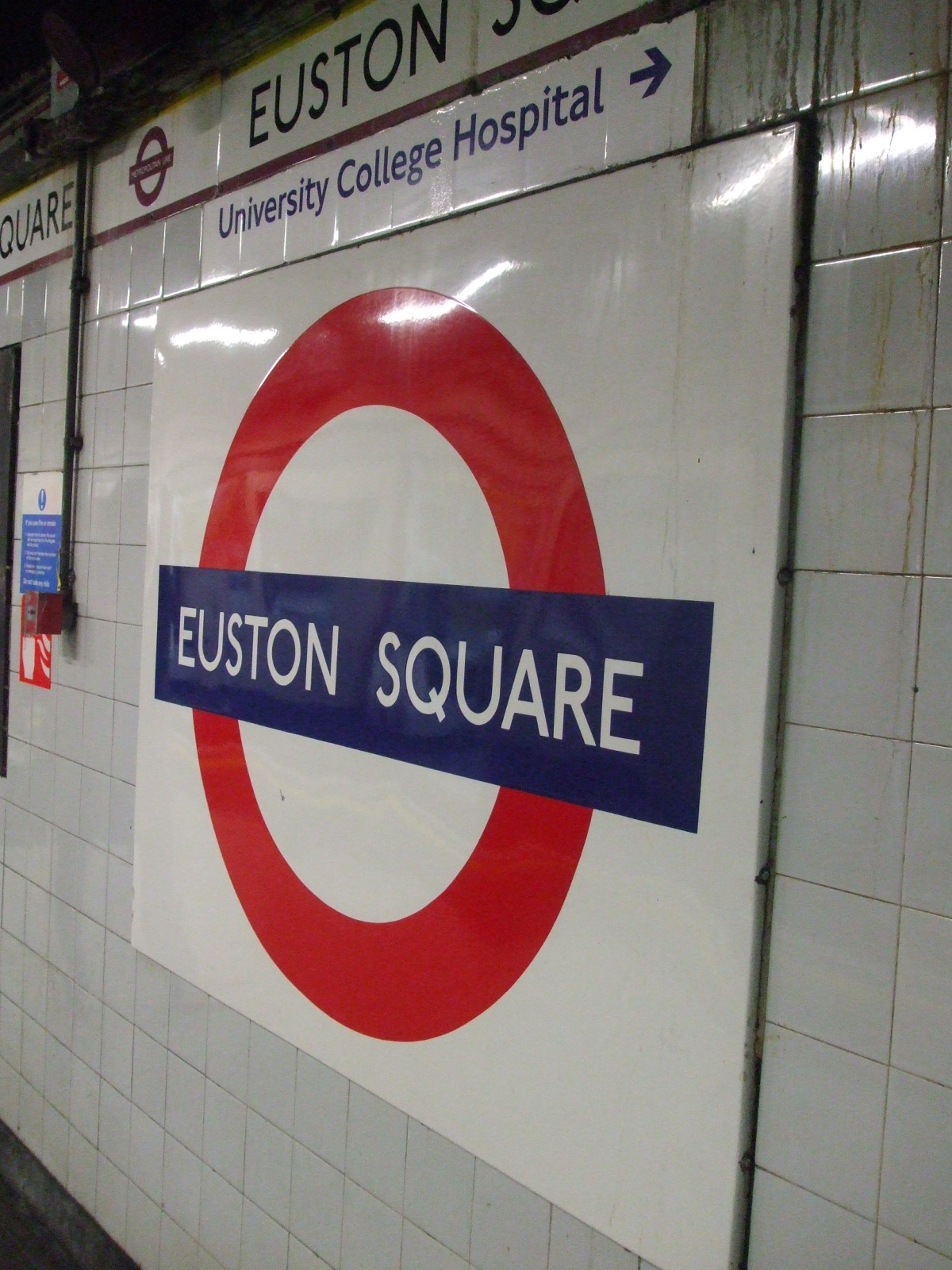
Symbol stacji